# یون هیونگ-موک
یون هیونگ-موک (انگلیسی: Yon Hyong-muk؛ ۳ نوامبر ۱۹۳۱ – ۲۲ اکتبر ۲۰۰۵) سیاستمدار اهل کره شمالی بود. وی از ۱۱ دسامبر ۱۹۸۸ تا ۱۱ دسامبر ۱۹۹۲ نخست‌وزیر این کشور بود.
یون هیونگ-موک در ۲۲ اکتبر ۲۰۰۵، در سن ۷۳ سالگی بر اثر سرطان لوزالمعده درگذشت.